# Edward Cardwell
Edward Cardwell, 1. vikomt Cardwell (Edward Cardwell, 1st Viscount Cardwell) (24. července 1813 Liverpool – 15. února 1886 Torquay, Anglie) byl britský státník, představitel Liberální strany. Více než třicet let byl poslancem Dolní sněmovny a zastával řadu důležitých funkcí ve vládě. Proslul především svými reformami ve funkci ministra války (1868-1874). V roce 1874 byl povýšen na vikomta a povolán do Sněmovny lordů, byl též členem Královské společnosti.

## Životopis
Narodil se v Liverpoolu jako syn obchodníka Johna Henryho Cardwella. Studoval ve Winchesteru a Oxfordu, původně působil jako právník, 30. letech 19. století pracoval na ministerstvu války a kolonií. V letech 1842-1874 byl poslancem Dolní sněmovny, původně náležel ke konzervativcům, později přešel k liberálům. V letech 1845-1846 byl tajemníkem na ministerstvu financí, v Aberdeenově vládě zastával post prezidenta obchodního úřadu (1852-1855), od roku 1852 byl též členem Tajné rady. V Palmerstonově kabinetu vystřídal několik pozic, nejprve byl státním sekretářem pro Irsko (1859-1861), poté lordem kancléřem vévodství lancasterského (1861-1864) a nakonec ministrem kolonií (1864-1866). V Gladstonově vládě byl ministrem války (1868-1874) a v této funkci inicioval četné reformy v armádě (jednalo se například o přeřazení milicí a dobrovolnických sborů z kompetencí měst a hrabství pod ministerstvo války). Jeho reformní počiny byly podmíněny jednou zásadní podmínkou v postavení vrchního velitele armády. Vrchní velitel byl do té doby podřízen přímo panovníkovi a v této době zastával tuto hodnost konzervativní příslušník královské rodiny vévoda z Cambridge. Královna Viktorie přistoupila k tomu, že funkci vrchního velitele podřídila ministrovi války, aby Cardwell mohl realizovat své záměry.
V roce 1874 byl povýšen na vikomta a povolán do Sněmovny lordů, byl též členem Královské společnosti a získal čestný doktorát v Oxfordu. Zemřel bez potomstva a jeho titul vikomta zanikl.
Jeho sestra Jane (1816-1900) byla manželkou admirála Sira Edwarda Fanshawe (1814-1906), vrchního velitele v Karibiku a později ředitele námořní školy v Greenwichi.